# 다산 (희극인)
다산(중국어: 大山, 병음: Dàshān, 한자음: 대산; 본명: 마크 헨리 로스웰(영어: Mark Henry Rowswell), 1965년 5월 23일 ~ )은 중화인민공화국에서 활동하는 캐나다 출신의 희극인, 방송인이다.

## 교육
온타리오주 오타와 출신이며 오타와에 위치한 네핀(Nepean) 고등학교를 졸업했다. 1984년에는 토론토 대학에 입학하면서 중국어학과에 재학했는데 캐나다 출신의 중국어 교사가 그에게 루스웨이(중국어: 路士玮)라는 이름을 지어줬다고 한다. 1988년에는 토론토 대학에서 중국어 학사를 취득했고 중화인민공화국 베이징 대학에서 중국어를 배우기도 했다.

## 텔레비전 방송 출연
중화인민공화국에 건너간 뒤 많은 중국 상성 공연 예술인들과 접촉하면서 중국어 실력을 늘렸다. 1988년 11월에 중국의 텔레비전 방송국에서 열린 국제 노래 부르기 경연 텔레비전 프로그램의 진행자를 맡으면서 데뷔했고 음악 방송 특별 프로그램인 춘절연환만회에 출연하면서 명성을 얻었다. 특히 상성(相聲)의 명인이었던 장쿤(姜昆)의 제자로 입문하여 그를 따라 전역을 돌며 공연에 참가하고 텔레비전에도 출현했다. 그는 이후 마오쩌둥의 대장정을 주제로 한 텔레비전 드라마에 조연으로 출연하기도 한다.

## 텔레비전 프로그램
1990년대 후반과 2000년대 초반에는 여러 가지 다양한 텔레비전 프로그램과 라이브 이벤트에서 프리랜서나 텔레비전 진행자를 맡았다. 다산은 또많은 교육 프로그램을 진행했다. 특히 영어 교육 프로그램인 《다산과 친구들》, 《다산의 모험》, 중국어 교육 프로그램인 《중국어 여행》의 진행을 맡았다.

## 기타
다산은 2008년 베이징 하계 올림픽에서 캐나다 올림픽 위원회 수행원을 맡기도 했다.